# Мифіт Лібохова
Мифіт-бей Лібохова або Муфід-бей Лібохова (1876—1927) — албанський лорд (бей), член Міжнародної контрольної комісії, що управляла в Албанії 3 22 січня до 7 березня 1914 року. Також він був членом албанського уряду дев'яти формувань з 1912 року до самої своєї смерті у 1927 році, займаючи посади міністра юстиції, житла, фінансів і закордонних справ. Окрім того, Лібохова був засновником Національного банку Албанії.
Лібохова походив з однієї з найстаріших династій албанських аристократів, що сягала своїм корінням до XIII століття. З цієї династії походили правителі Іоаннії, що правили цими територіями упродовж трьох століть. Він був високо кваліфікованим дипломатом Османської імперії, а згодом — депутатом від Албанії у Стамбульському парламенті.
Лібохова був одним з національних лідерів, хто проголосив незалежність Албанії у 1912 році. Згодом він обіймав посаду міністра закордонних справ в уряді незалежної держави.
Окрім того Мифіт Лібохова був видатним істориком і письменником, автором багатьох книжок і статей історичного і юридичного характеру.